# Osipowicze III
Osipowicze III (biał. Асіповічы III, ros. Осиповичи III) – stacja kolejowa w pobliżu miejscowości Zamoszsza, w rejonie osipowickim, w obwodzie mohylewskim, na Białorusi. Położona jest na linii Homel - Żłobin - Mińsk.